# Паркдејл (Арканзас)
Паркдејл (енгл. Parkdale) град је у америчкој савезној држави Арканзас.

## Демографија
По попису из 2010. године број становника је 277, што је 100 (-26,5%) становника мање него 2000. године.
| Група             | 2000.       | 2010.       |
| Белци             | 111 (29,4%) | 81 (29,2%)  |
| Афроамериканци    | 252 (66,8%) | 186 (67,1%) |
| Азијати           | 0 (0,0%)    | 0 (0,0%)    |
| Хиспаноамериканци | 10 (2,7%)   | 12 (4,3%)   |
| Укупно            | 377         | 277         |